# Лакандони
Лакандо́ни (масеваль, карібес; самоназви: Hach Winik [хач-вінік] «справжні люди», ах-Кех «мисливці на оленів») — народ групи мая на півдні Мексики і півночі Гватемали. 
Розмовляють лакандонською мовою юкатецької гілки маянських мов; біля половини також іспанською. Дотримуються традиційних вірувань, південні лакандони частково є протестантами. Чисельність народу складає понад 850 осіб (1990-ті).

## Територія проживання

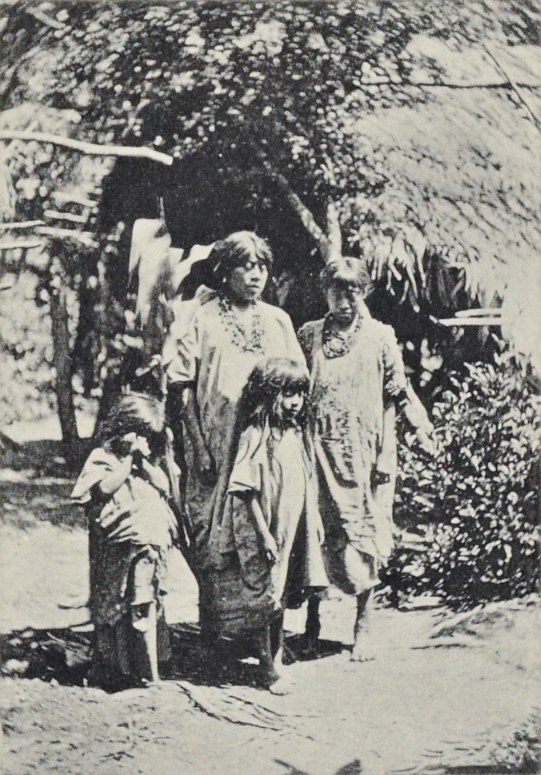
Фото родини лакандонів авторства Т. Малера, опубліковане 1901 року.

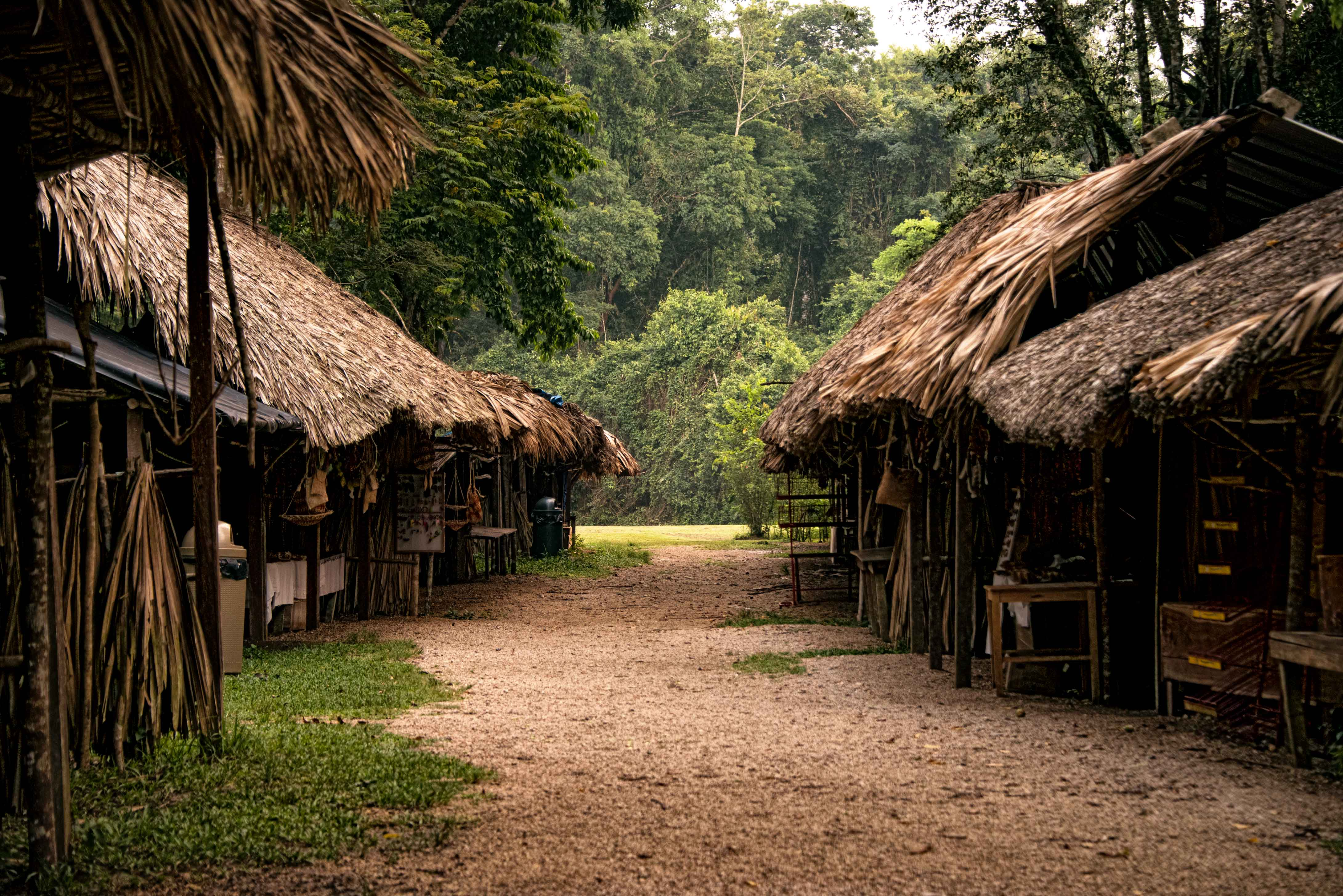
Хатини в Бонампаці.

Проживають у муніципалітеті Окосінго на північному сході штата Ч'япас (південний схід Месксики) та частково на півночі Гватемали (Петен).
Поділяються на північних (наха — громади Наха і Мецабок в межиріччі Санта-Крус і Чокольха) та південних (сан-кінтін — громади Лаканха-Чансаяб, Санта-Клара, Сан-Хав'єр, Бетель, Бонампак у верхів'ї річки Лаканха).
Область розселення лакандонів — т.зв. Лакандонська сельва, розташована у межиріччі річок Лакантун, Хатате і Усумасінта. Тут, зокрема, влаштовано декілька біосферних заповідників, в тому числі найбільший у Ч'япасі Монтес-Асулес. 
У 1994 році Лакандонська сельва стала осереддям повстання сапатистів.

## Суспільство, господарство і побут
Лакандони живуть невеликими громадами в тропічних лісах. Раніше (до початку ХХ століття) були ізольованими, у теперішній час (початок ХХІ століття) піддаються впливу мексиканців і метисації.
Поселення складається з 5-10 великих патрилокальних родин. До початку XX століття зберігалися тотемні клани. Система спорідненості ірокезького типу. Побутує полігінія (до 5 дружин). Кожна дружина з дітьми має в будинку своє вогнище.
Традиційні заняття — ручне землеробство (кукурудза, квасоля, гарбуз, перець, томат, банани, маніок, тютюн), розведення домашньої птиці, частково свиней. Практикуються полювання, рибальство, збиральництво. З ремесел розвинені плетіння, ткацтво, виготовлення човнів-довбанок, калебасів, грубої кераміки, одягу з кори тощо. Туристам продають луки і стріли.
Традиційне житло лакандонів — однокамерне овальне або прямокутне, з тростини або гіляччя, зв'язаного ліанами, іноді й без стін, низька стріха з пальмового листя, що спирається на стовби. Сплять у гамаках, домашнє начиння підвішують до кроков і хатніх стовпів. 
Одяг — довга сорочка на кшталт туніки з трьох смуг, часто-густо безрукавка уїпіль. Активно запозичують мексиканські види одягу.

## Духовна культура
Лакандони мали культ богів дощу і родючості, духів-хазяїв природи, тварин і рослин. Щороку чоловіки здійснювали паломництво до руїн Бонампака і Яшчілана, розташованих на етнічній території лакандонів.
В культурі лакандонів значу роль відіграють музичні інструменти, як національні флейта і барабан, так і запозичена в метисів гітара з деком з гарбуза.
Зберігаються залишки міфічних уявлень, зокрема у формі фольклору.

## Галерея

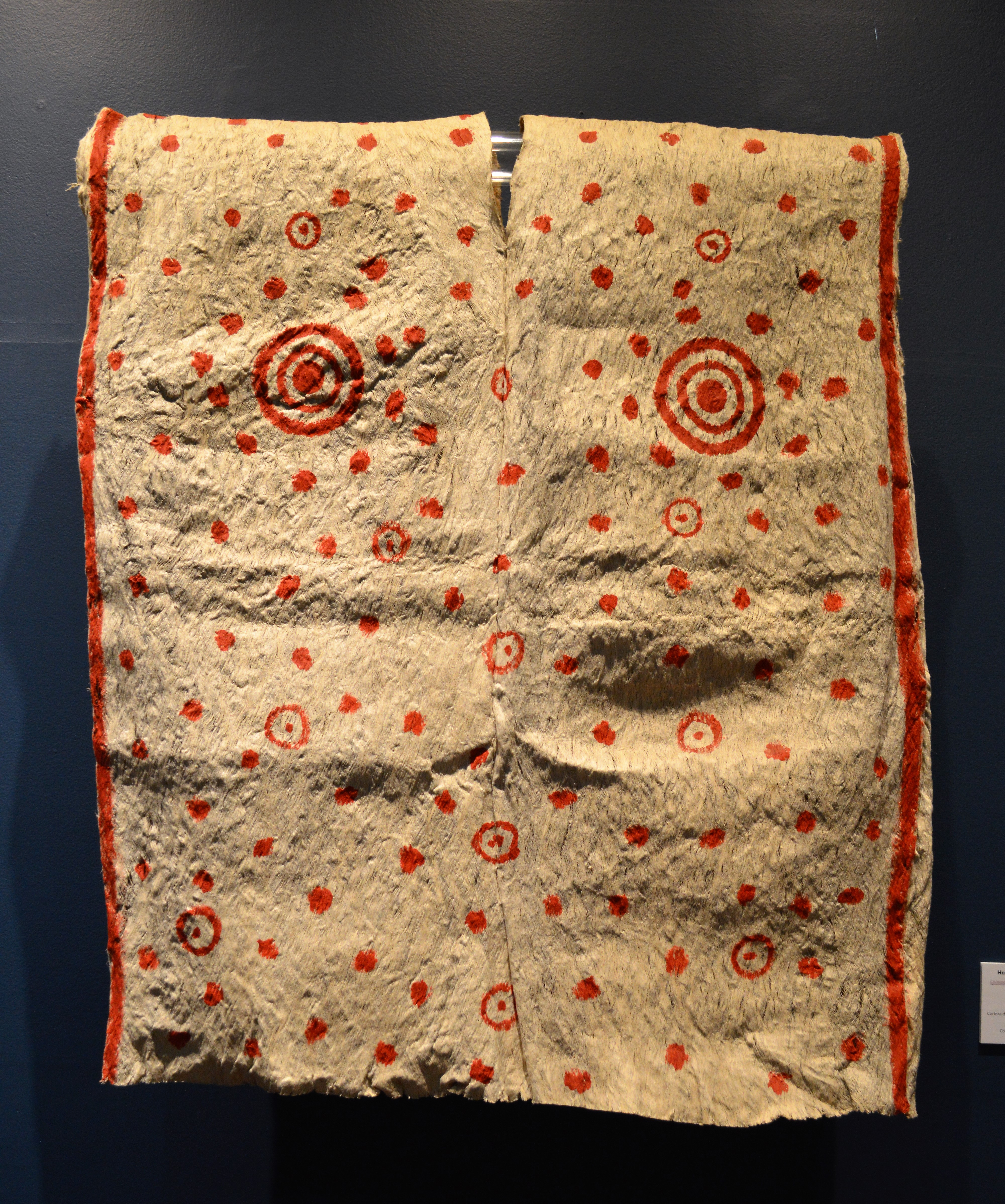
Ритуальний уїпіль лакандонів. Музей народного мистецтва, Мехіко.
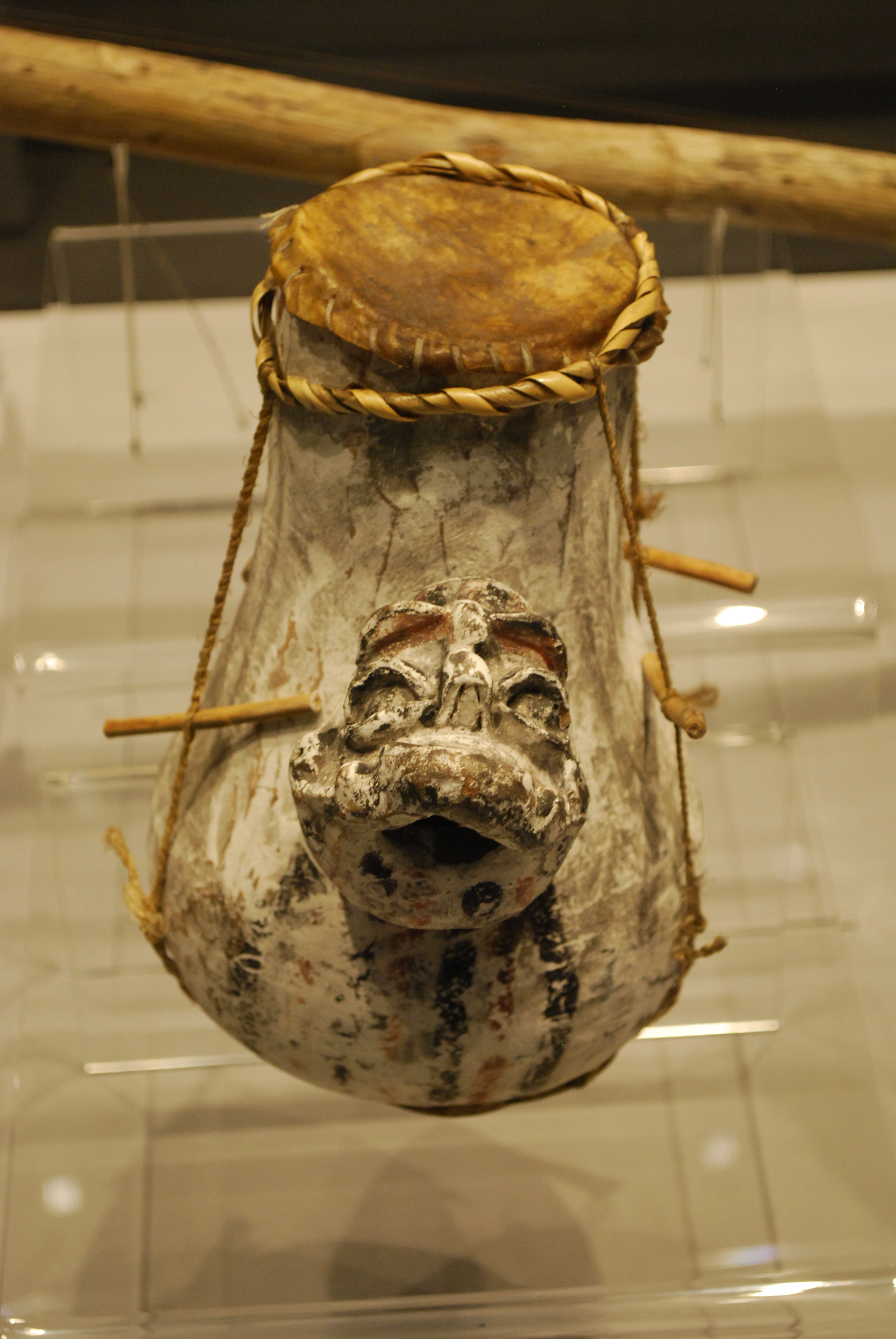
Ритуальний барабан (бл. 1970 года)
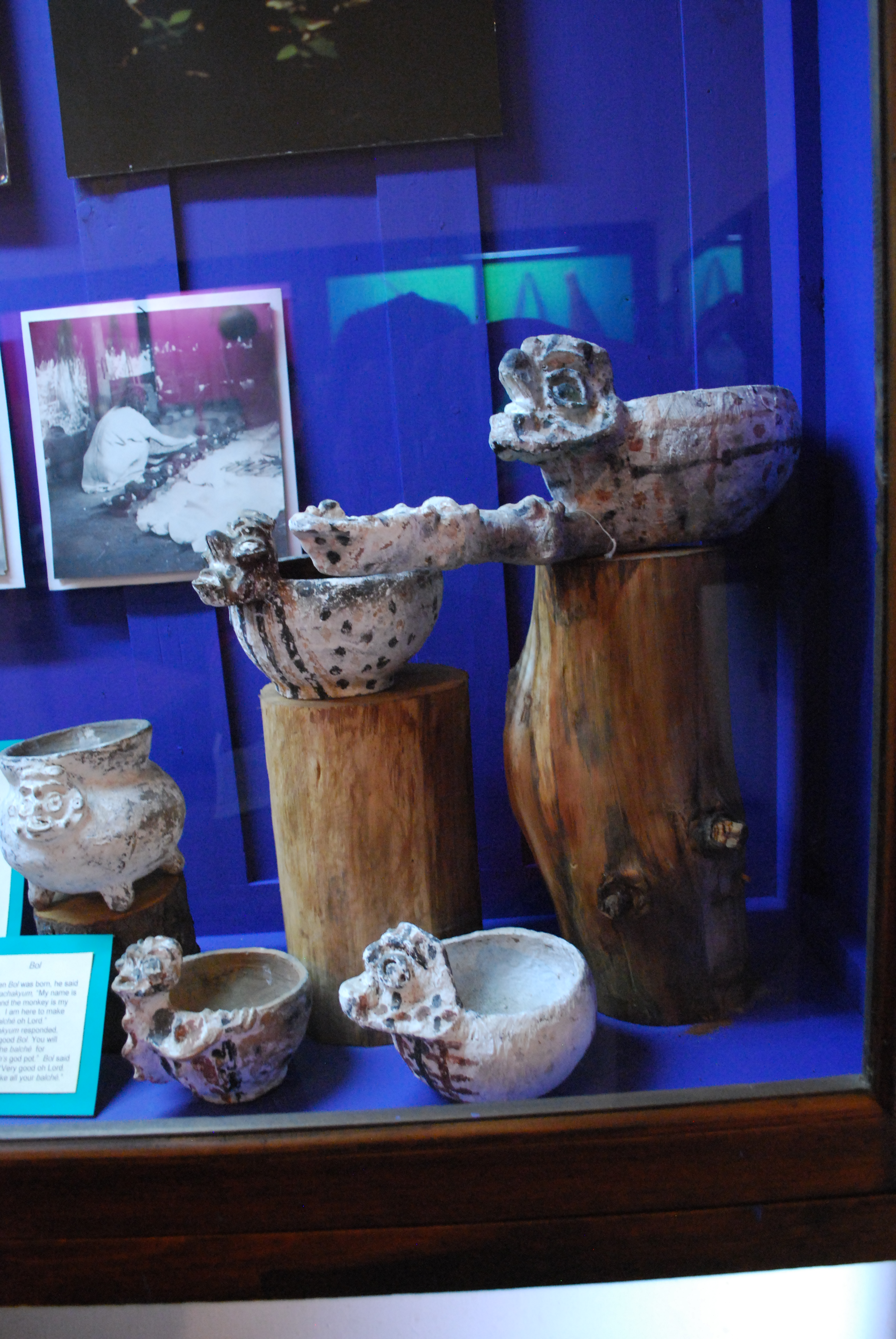
Чаші з музею На-Болом у Сан-Кристобаль-де-Лас-Касасі.
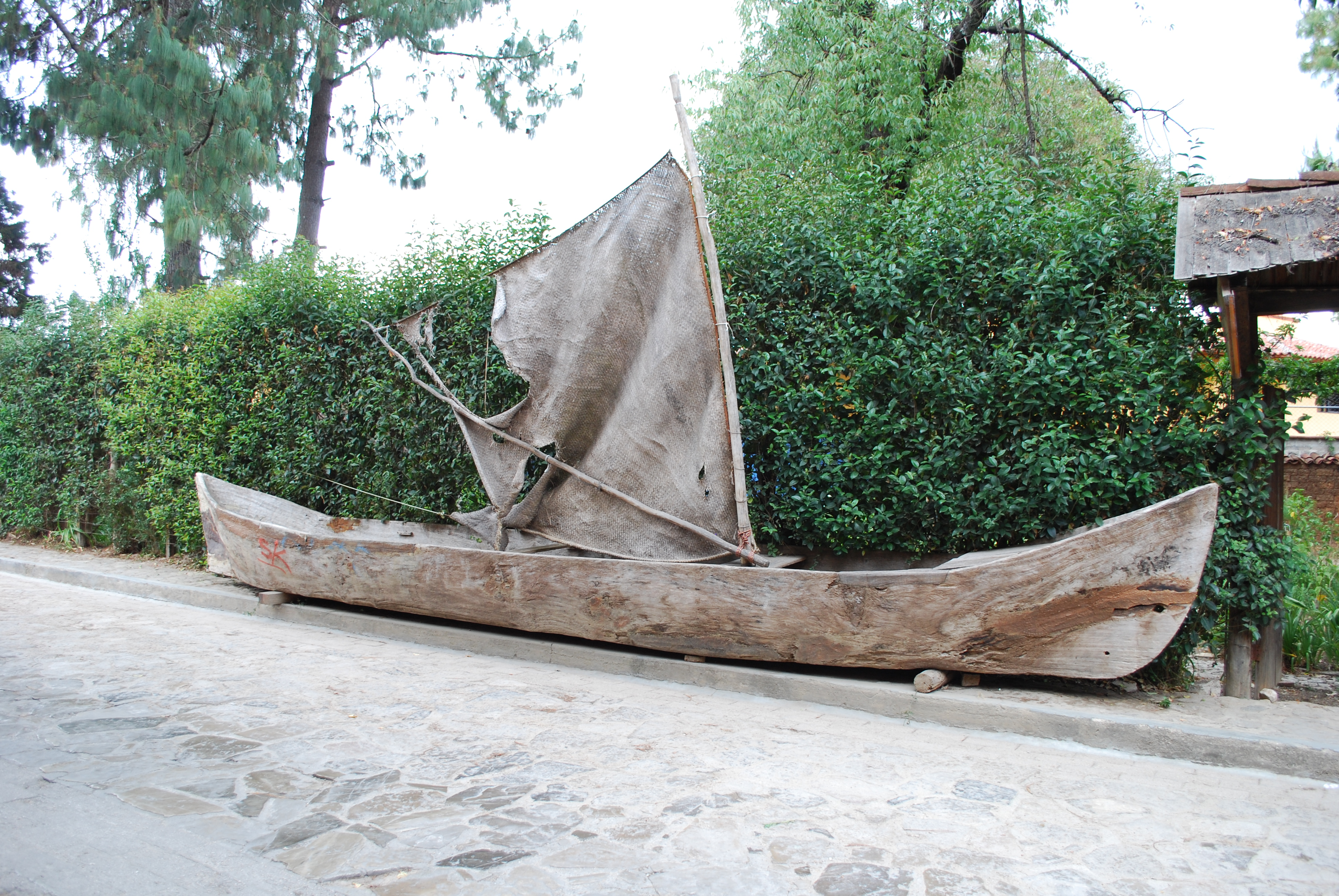
Лакандонський човен з музейної експозиції (На-Болом).